# 阿米祖爾
36°38′N 4°55′E / 36.633°N 4.917°E

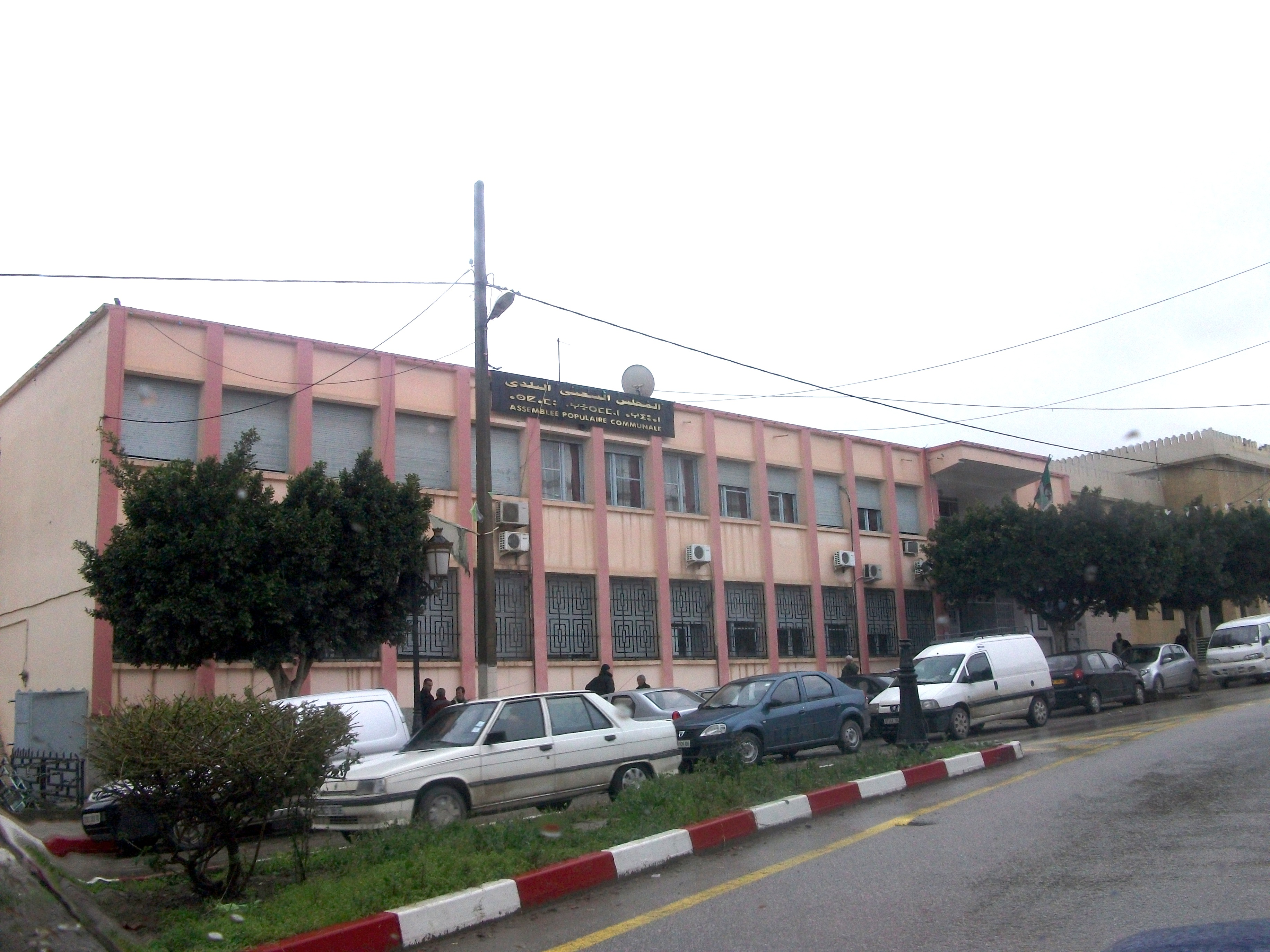
阿米祖爾的市政廳

阿米祖爾（阿拉伯语：‎），是阿爾及利亞的城鎮，位於該國北部，由貝賈亞省負責管轄，是阿米祖爾區的首府，面積109平方公里，2008年人口37,562人，人口密度每平方公里343人。